# Prästost
O Prästost (lit. queijo do padre) é um queijo sueco originário da província histórica da Småland.
O seu nome provem da época em que os camponeses tinham de pagar um imposto – o dízimo - à igreja, sendo costume pagar com os produtos produzidos na atividade agrícola, por exemplo com queijo, leite, trigo, feijão, porcos, ovelhas e peixe.
É um queijo duro, feito de leite de vaca pasteurizado, e é uma marca registada pela União Europeia desde 2001.